# Dorrit Weixler

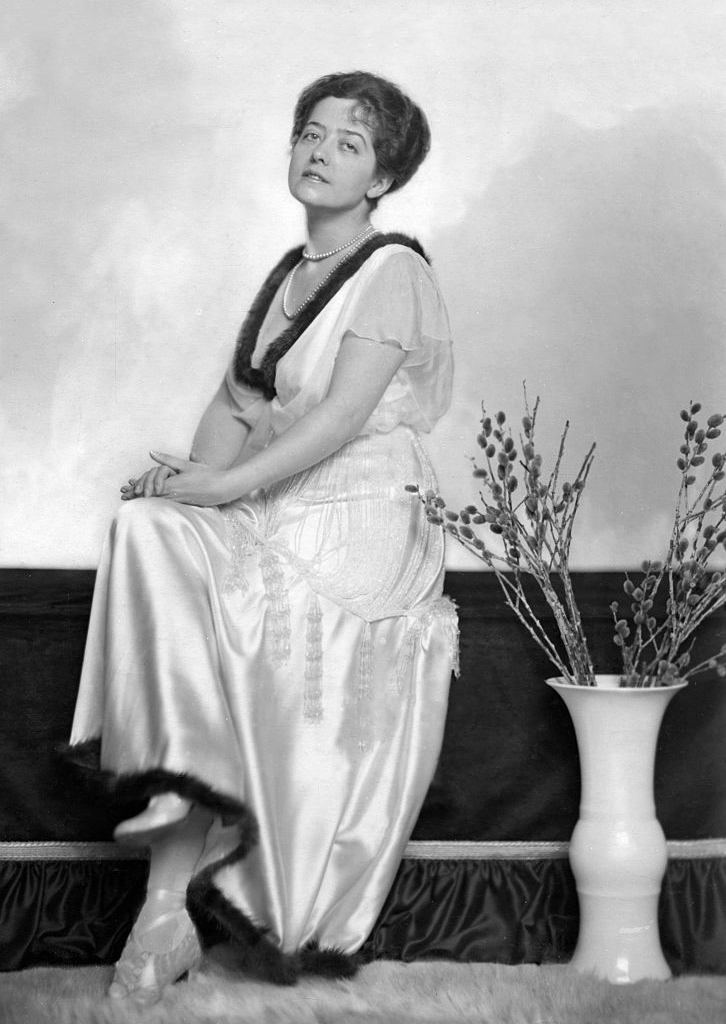
Dorrit Weixler auf einer Fotografie von Nicola Perscheid

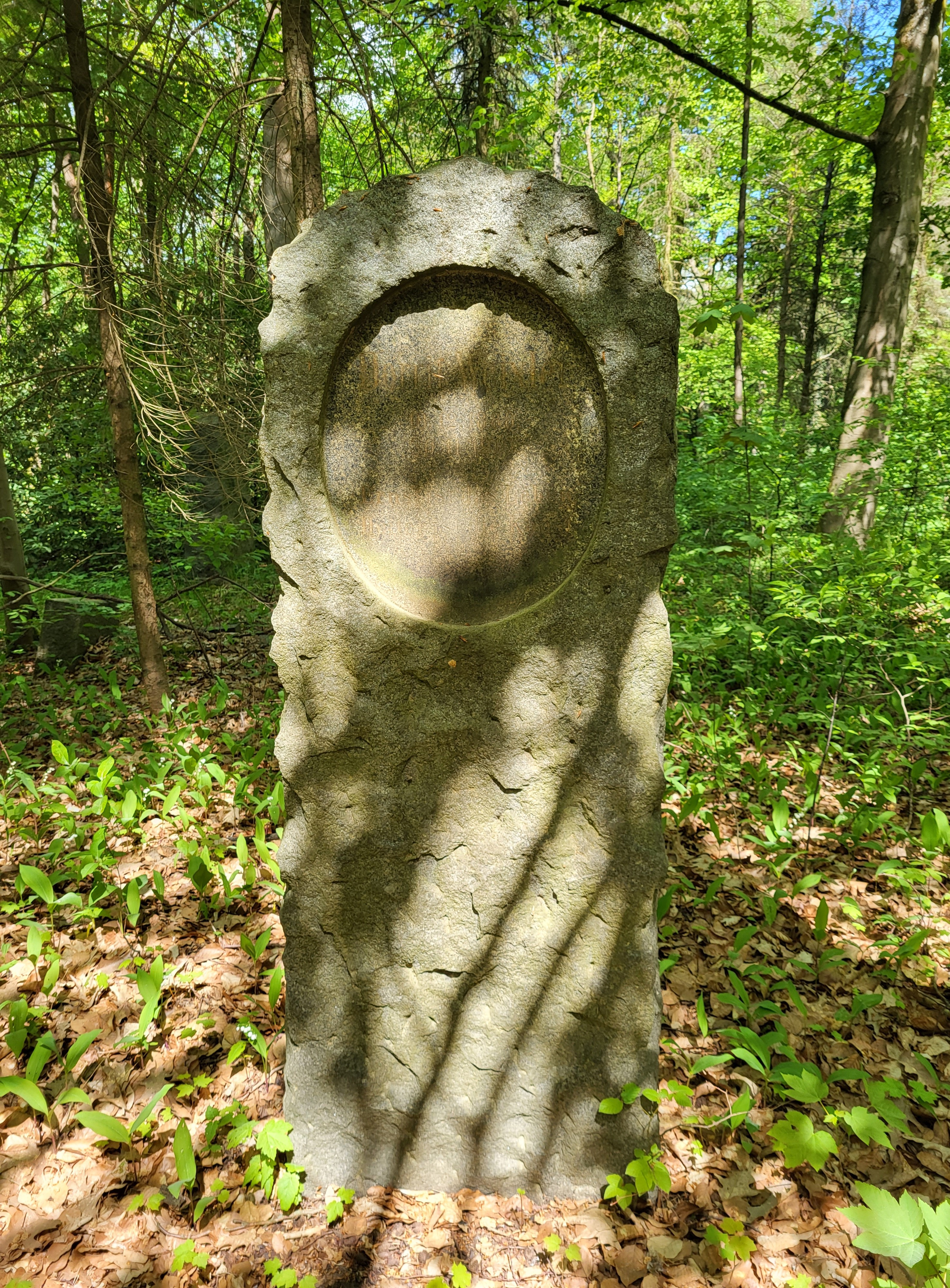
Grabstein von Dorrit Weixler auf dem Südwestkirchhof Stahnsdorf mit der Inschrift „Ernst ist das Leben, Heiter ist die Kunst“

Dora „Dorrit“ Helene Weixler (* 18. Dezember 1888 in Magdeburg; † 30. November 1916 in Gütergotz) war eine deutsche Schauspielerin der Stummfilmzeit.

## Leben und Wirken
Die Tochter des Schlossers Paul Weixler und seiner Frau Emilie, geb. Biedermann, kam bereits als Kleinkind mit ihrer Familie nach Berlin. 1911 erschien sie erstmals in Kurzfilmen auf der Leinwand. 1913 begann ihre erfolgreiche Zusammenarbeit mit Stummfilmregisseur Franz Hofer bei der Luna Film. Er präsentierte sie in seinen Filmen als unverschämten Backfisch, wiederholt im Matrosenanzug, als einen Frechdachs, der erst durch den richtigen Mann gezähmt wird. In diesen Rollen wurde sie schnell populär. Ihr Partner war unter anderem Ernst Lubitsch.
Im Jahr 1915 wechselte sie zur Oliver Film, doch ihre Rollen änderten sich nicht wesentlich. Ende Mai 1916 stand sie im Theater am Nollendorfplatz im Rahmen einer „Dorrit-Weixler-Woche“ auf der Bühne. Vor ausverkauftem Haus brach sie bei einem Sketch mit Tanzeinlage zusammen. Als Gründe wurden Liebeskummer oder ein Nervenleiden gemutmaßt. Die Dreharbeiten zu einem neuen Film mussten aufgrund ihres schlechten Gesundheitszustandes abgebrochen werden. Wegen ihrer Abhängigkeit von Morphin kam sie in das Sanatorium Parforceheide in Gütergotz, wo sie wenig später im Alter von nur 27 Jahren starb. Am 4. Dezember 1916 wurde sie auf dem Südwestkirchhof Stahnsdorf beigesetzt.
Die Schauspielerin Grete Weixler war ihre jüngere Schwester.

## Filmografie
- 1911: Alwin auf der Hochzeitsreise
- 1911: Seine erste Liebe
- 1912: Fräulein Chef
- 1913: Das Töpfchen
- 1913: Der Thronfolger
- 1913: Die das Glück narrt
- 1913: Die Königin von Saba
- 1913: Der neue Unterpräfekt
- 1913: Das rosa Pantöffelchen
- 1914: Schwitzbad G.m.b.H.
- 1914: Das Liebesbarometer
- 1914: Der unsichtbare Zeuge
- 1914: Malheurchen Nr. 8
- 1914: Sein Störenfried
- 1914: Todesrauschen
- 1914: Deutsche Helden. Um des Lebens Glück betrogen
- 1914: Weihnachtsglocken 1914 / Heimgekehrt
- 1914: Fräulein Piccolo
- 1915: Ein verliebter Racker
- 1915: Kammermusik
- 1915: Dorrits Chauffeur
- 1915: Auf Hoheits Fürsprache
- 1915: Die Mieze von Bolle
- 1915: Aschenbrödelchen
- 1916: Die gestörte Hochzeitsnacht
- 1916: Das Recht der Erstgeborenen
- 1916: Maria
- 1916: Dorrit bekommt eine Lebensstellung
- 1916: Dorritchens Vergnügungsreise
- 1916: Dorrits Eheglück